# Sericosura verenae
Sericosura verenae là một loài nhện biển trong họ Ammotheidae. Loài này thuộc chi Sericosura. Sericosura verenae được miêu tả khoa học năm 1987 bởi Child.